# Muliercula longisacculus
Muliercula longisacculus är en kvalsterart som först beskrevs av Sandór Mahunka 1984.  Muliercula longisacculus ingår i släktet Muliercula och familjen Scheloribatidae. Inga underarter finns listade i Catalogue of Life.